# Miagrammopes ciliatus
Espèce
Miagrammopes simus est une espèce d'araignées aranéomorphes de la famille des Uloboridae.

## Distribution
Cette espèce est endémique des Antilles. Elle se rencontre à Porto Rico et à Saint-Vincent.

## Publication originale
- Petrunkevitch, 1926 : Spiders from the Virgin Islands. Transactions of the Connecticut Academy of Arts and Sciences, vol. 28, p. 21-78.